# Il cacciatore di aquiloni (film)
Il cacciatore di aquiloni (The Kite Runner) è un film del 2007 diretto da Marc Forster, tratto dall'omonimo best seller di Khaled Hosseini.

## Trama
Il film racconta in un lungo flashback la vita di Amir, un agiato ragazzo afghano di Kabul, orfano di madre, bravissimo nell'inventare storie, e del suo amico Hassan, figlio del suo povero servo Ali. I due bambini giocano a "cacciare" gli aquiloni, cioè cercare di tagliare il filo dell'aquilone avversario e sono talmente bravi da diventare campioni di Kabul. Hassan che è di etnia hazara viene da tempo perseguitato da altri ragazzi pashtun più grandi di lui e un giorno, per proteggere l'amico Amir, li minaccia con una fionda. 
Dopo una aver vinto un'ennesima gara di "caccia", i bambini perdono il loro aquilone, ma quando Hassan cerca di recuperarlo, viene accerchiato e seviziato dai tre bulli che li avevano minacciati tempo prima.
Non contento del pestaggio inferto al ragazzo, il leader dei bulli decide di violentarlo.
Amir assiste attonito alla scena ma, per vigliaccheria e ingenuità, decide di scappare. Sconvolto e traumatizzato, da lì in poi Amir rifiuterà la compagnia di Hassan, anzi cercherà di allontanarlo dalla sua casa, addirittura facendo credere al padre che gli avesse rubato l'orologio. Dopo questo avvenimento Hassan e suo padre se ne andranno.
Nel 1979, durante l'invasione sovietica dell'Afghanistan, Amir e suo padre scappano in Pakistan, e poi si trasferiscono in California, negli Stati Uniti. Qui Amir trascorre la sua adolescenza: si laurea nella lingua inglese, si innamora e sposa la figlia di un ex generale afghano. Passano gli anni: purtroppo suo padre si ammala e muore di cancro ai polmoni. Nel 2000 Rahim Khan, grande amico di suo padre, che da Kabul era stato costretto a trovare rifugio in Pakistan, chiede ad Amir di fargli visita. Questo evento riporta a galla i ricordi dell'infanzia raccontati nel flashback. Amir arriva in Pakistan e incontra Rahim Khan, ormai anziano e malato: egli gli riferisce la morte di Hassan, ucciso dai talebani mentre cercava di proteggere la sua famiglia, tra cui il figlio Sohrab.
Rahim Khan rivela ad Amir il segreto che suo padre gli aveva sempre tenuto nascosto: Amir e Hassan in realtà erano fratellastri, in quanto suo padre aveva avuto una relazione segreta con la madre di Hassan. Scioccato, Amir decide di cercare il nipote, pertanto rientra in Afghanistan accompagnato dall'autista Farid, travestendosi da talebano e indossando il turbante e la barba finta. Le tracce lo conducono fino ad un edificio fatiscente utilizzato come orfanotrofio, e qui Amir scopre che un comandante talebano veniva a prendersi bambini e bambine, che quasi mai tornavano. Sorhab è tra questi bambini rapiti e Amir va allora a cercarlo nel fortino controllato dai talebani. Qui scopre che il comandante e rapitore di Sohrab è Assef, ovvero il ragazzo che aveva violentato Hassa.
Scoperto l'inganno, Assef riconosce Amir e lo smaschera, mostrandogli come ha ridotto Sorhab, diventato un Bacha Bazi, uno schiavo sessuale. Assef insulta Amir per esser diventato un cittadino americano, e lo sfida a lottare. Amir viene brutalmente aggredito da Assef, che lo picchia violentemente, ma quando è sul punto di  ucciderlo, interviene Sohrab, che proprio come fece suo padre molti anni prima, punta una fionda contro il suo aguzzino e gli cava un occhio, vendicando a sua insaputa la violenza fatta a suo padre. Amir e Sorhab riescono a fuggire dal fortino e mentre i talebani sparano su di loro, Farid riesce fortunosamente a portarli in salvo. Passato il confine, Amir torna con Sohrab negli Stati Uniti e rivede la moglie.
Nel finale del film Amir va in un parco con Sohrab, e gli insegna a giocare con l'aquilone. Ripetendo i gesti compiuti con Hassan molti anni prima, vince un confronto con un ragazzo, gli taglia il filo e urla a Sohrab una frase che da bambini gli diceva sempre suo fratello Hassan: «Per te, questo ed altro!». Grazie a questa frase riesce a redimersi.

## Distribuzione
Il film è uscito per la prima volta doppiato in lingua italiana il 28 marzo 2008.

## Differenze dal romanzo ed omissioni
- Nel film Farid non ha la mano sinistra mutilata da una mina.
- Nel film Amir non incontra il mendicante che gli racconta di sua madre.
- Nel libro la vittoria nel torneo degli aquiloni di Amir e Hassan avviene nel 1975, mentre nel film all'inizio del flashback di Amir subito dopo la telefonata di Rahim Khan compare un sottotitolo che dice che i fatti sono avvenuti nel 1978.
- Nel libro Hassan non sa leggere e Amir si prende gioco di lui per il suo analfabetismo.
- Non viene detto che Ali è stato reso uno storpio dalla poliomielite, né che Hassan ha un labbro leporino.
- Nel libro, essendo figlio di una tedesca, Assef è biondo con gli occhi azzurri e più alto dei suoi coetanei, nel film no. Inoltre nel libro Assef regala ad Amir la biografia di Adolf Hitler e ha l'ammirazione di Baba, nel film queste cose non vengono dette.
- Il personaggio di Baba è leggermente cambiato: nel libro, è uomo robusto dal carattere rigido che non ride mai e dedica molto poco tempo al figlio; nel film ha un fisico più atletico, un carattere più solare e un rapporto meno duro con Amir.
- Viene fatto pensare che Amir e suo suocero abbiano un rapporto conflittuale, mentre nel libro il generale Taheri è descritto come un uomo molto tradizionalista che però ha gran rispetto di Amir.
- Quando Amir scopre la verità sulla tresca del padre, nel libro fa una sfuriata e fugge via, invece nel film la sua reazione è molto più contenuta.
- Non viene detto da Rahim Khan che Sanaubar, moglie di Ali e madre di Hassan, da vecchia ha ritrovato il figlio e si è presa cura di Sohrab.
- Nel film è stato tagliato il pezzo in cui Amir incontra Wahid, il fratello del suo autista.
- Nel libro, quando scopre che Zaman, il direttore dell'orfanotrofio in cui è rinchiuso Sorhab, li vende ai talebani, è Farid a urlargli contro e a minacciarlo; nel film è Amir.
- Vengono tagliate alcune scene avvenute subito dopo aver recuperato Sohrab: la permanenza di Amir all'ospedale e i suoi incubi; la visita in moschea di Islamabad che giustificherà poi la fuga del bambino; la grande difficoltà di tornare in America con il ragazzo e l'adozione; la disperazione di Sorhab quando si taglia le vene per non finire in un orfanotrofio; la frattura tra lui e lo zio.